# Åskloster
Åskloster is een plaats in de gemeente Varberg in het landschap Halland en de provincie Hallands län. De plaats heeft 152 inwoners (2005) en een oppervlakte van 13 hectare. De plaats ligt op een afstand van ongeveer 13 kilometer ten noorden van de stad Varberg. Iets ten noorden van de stad mondt de rivier Viskan uit in het Kattegat.